# Geisslerlieder

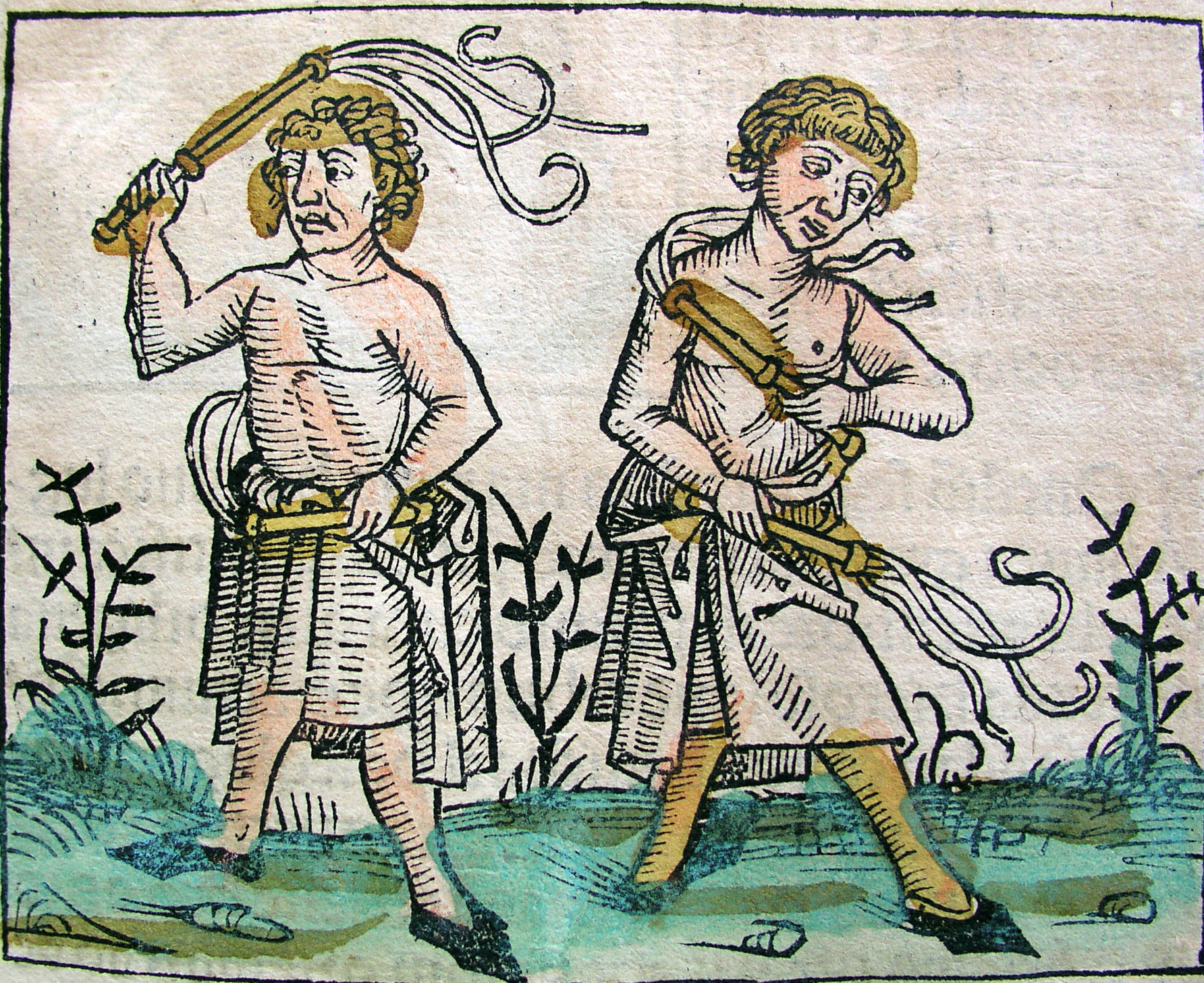
Flagelantes en Crónicas de Núremberg (1493) de Hartmann Schedel. Penitenciagite ("haced penitencia"), hay que castigar el cuerpo para salvar el alma.

Geisslerlieder (en singular, Geisslerlied; en español: canciones de flagelantes o disciplinantes; en italiano: canti dei flagellanti, disciplinati; en inglés: flagellant songs; en francés: chants de flagellants) es el nombre dado a una serie de cantos populares religiosos interpretados por grupos de flagelantes errantes durante los siglos XIII y XIV durante sus peregrinaciones y actos de penitencia. Estos cantos cubrieron la Europa medieval durante dos períodos de histeria colectiva. El primero de ellos tuvo lugar a mediados del siglo XIII y el segundo a mediados del siglo XV durante la peste negra. El ascetismo veía en la mortificación un camino para superar las tentaciones de la carne y obtener méritos en vida para la redención de la culpa por los pecados.

## Características musicales
La música era sencilla, sin acompañamiento y se cantaba en la lengua vernácula. Presentan una invocación o llamada de una línea y como respuesta el himno de varias líneas a un santo. Los textos por lo general estaban organizados en estrofas de cuatro versos que rimaban por pares, dando lugar al esquema AABB. Los Geisslerlieder pertenecen por igual a la tradición de las canciones de peregrinos germanas llamadas Rufe o Leisen y de los laude spirituale italianos de la Baja Edad Media, que eran cánticos que tenían específicamente prohibido el acompañamiento instrumental. También están estrechamente relacionados con la canción popular. De hecho, algunas de las canciones de flagelantes sobrevivieron hasta el siglo XVII como canciones populares en los territorios católicos de Europa central.

## Historia
La mayor parte de los cantos populares religiosos de la Edad Media se han perdido porque quienes pudieron escribirlos no consideraron que merecieran ser conservados para la posteridad. Sin embargo, algunos de los cantos de flagelantes alemanes se preservaron debido a los espectaculares sucesos relacionados con ellos llevaron a varios cronistas de la época a documentarlos. 

### Primer brote (1258)
El primer período de Geisslerlied comenzó a mediados del siglo XIII en Italia a raíz de la desesperada situación en los ámbitos político, social y moral. Se vivía en un estado de guerra permanente en la ciudad y en el campo, por ejemplo entre güelfos y gibelinos. Esto unido al sufrimiento de hambre y una aparente relajación del orden moral dio lugar a un movimiento de flagelación pública acompañada de cantos. Los ermitaños y los predicadores itinerantes llamaban al mundo a la contemplación y a la expiación a través de la penitencia, para que el propio individuo fuera la fuente de la superación. El movimiento comenzó en Umbría, región del norte de Italia en 1258. Con "pax et misericordia" como lema, se formaron organizaciones de hermanos laicos, como los Disciplinati di Gesù Cristo en Perugia, para celebrar actos públicos comunitarios de penitencia que duraban 33 días y medio en memoria del sufrimiento de Cristo por el bien del mundo. De esa forma también difundían el movimiento mediante peregrinaciones que despertaban la atención de las masas.
Al principio los penitentes eran miembros de las clases sociales de nobles y comerciantes (nobiles et mercatores) junto con los campesinos (rustici). Pero a medida que el movimiento se extendió fuera de Italia, llegando hasta Polonia en 1261, cada vez fueron más las clases sociales bajas las que se involucraron, sin llegar a formar sectas unificadas ni crear una agitación evidente a favor de la revolución social. El acto personal de penitencia, de motivación religiosa y definido en los términos del Juicio Final, seguía siendo el núcleo de las manifestaciones. Cada acto estaba sujeto a un estricto ritual y se realizaba con vestimenta penitencial, bajo el voto de silencio y dirigido por un "magister", "minister" o "meister". En Italia se cantaban laudes divinas et incondita carmina (Bolonia, 1260) e hymnos in latina vel vulgari lingua durante estos actos, pero se prohibía tanto la música instrumental como las amatorie cantilene. Los flagelantes adoptaron algunas de las prácticas de canto de las fraternidades de laude y enriquecieron la liturgia propia de estos grupos con cantos sacros más sofisticados.
Del primer período de actividad sólo ha sobrevivido una canción. Se trata de uno de los laude titulado "Chi volo de mondo desprezzare", recogido en el Laudario di Cortona, que ha sobrevivido con su melodía del siglo XIII. Sin embargo, se han perdido los arreglos musicales de los canti o buozlieder de la primera oleada del movimiento laico de masas. Muchas de las letras que cantaban se han conservado y los textos suelen abordan temas de imploración, penitenciales y apocalípticos.

### Segundo brote (1349)

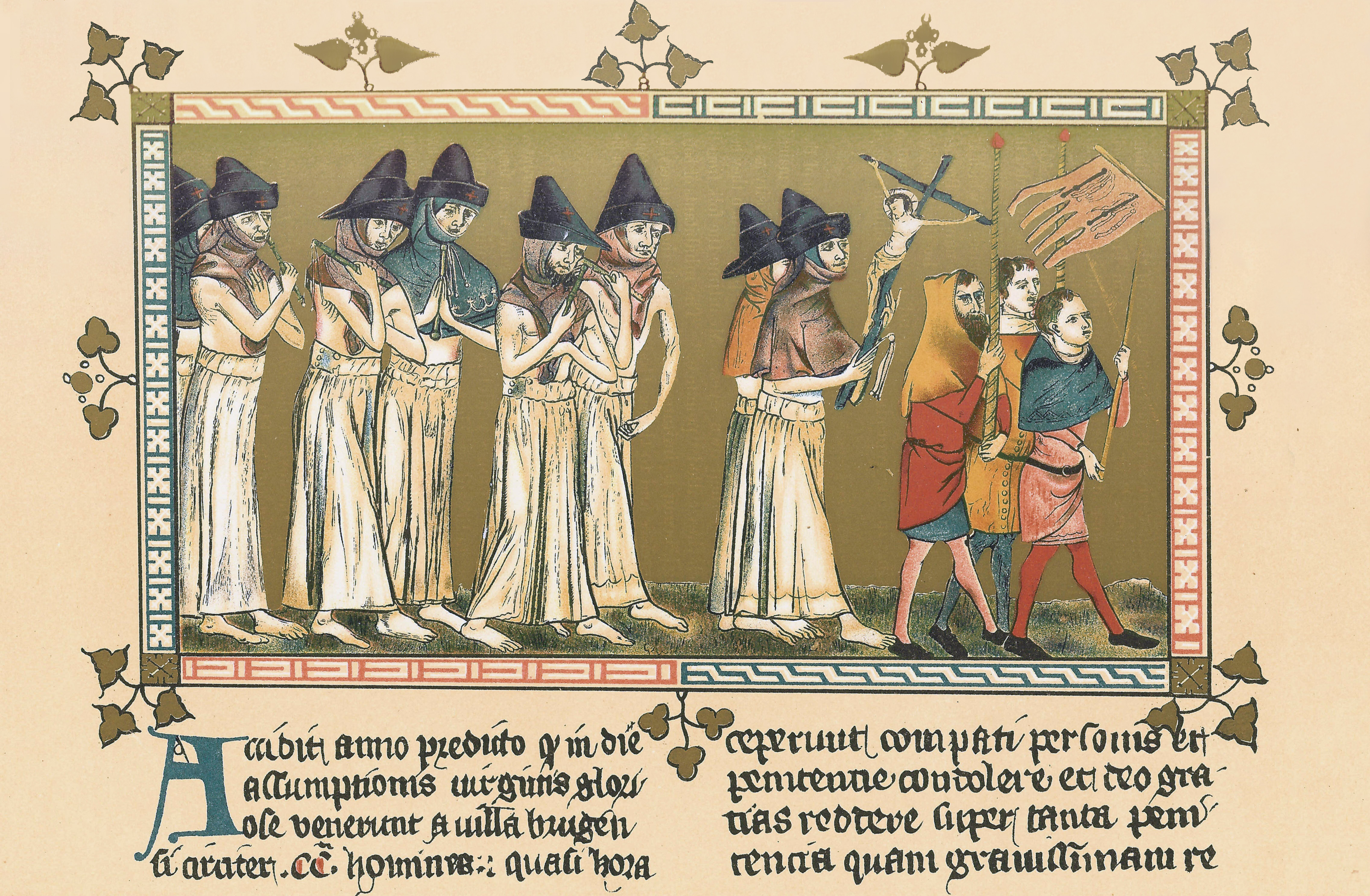
Miniatura representando las procesiones de flagelantes de Brujas a Tournai el día de la Asunción de 1349 de Pierart dou Tielt para ilustrar en el manuscrito Tractatus quartus de Gilles li Muisis (Tournai, c. 1353, fol. 16v, Biblioteca Real de Bélgica, Bruselas).

La segunda oleada se produjo en 1349, alcanzó una difusión mucho más amplia que el primer brote y probablemente atrajo a un mayor número de participantes, aunque no duró tanto tiempo. La peste negra fue uno de los acontecimientos más traumáticos de la historia europea. Se extendió por amplias zonas de Europa como una catástrofe natural en su efecto sobre la población. La nueva desesperación de la gente condujo otra vez a una esperanza en la intervención divina para poner fin a sus sufrimientos. Ello provocó el retorno de los flagelantes y los Geisslerlieder. A diferencia de lo ocurrido en el primer brote, se ha conservado gran parte de la música. La situación conmocionó a los clérigos hasta el punto de anotar los cantos penitenciales de los flagelantes, relacionados con los acontecimientos provocados por la peste y otros sufrimientos, como documentos dignos de ser registrados. Un inmenso brote, agravado por el temor de que el Juicio Final fuera inminente, se extendió en esta ocasión desde los Países Bajos hasta Gran Bretaña y Escandinavia. Se formaron grandes y pequeñas procesiones de penitentes, eligieron líderes, confesaron sus pecados y, mientras cantaban, con el debido ritual "se golpeaban con gran ímpetu" (Bohemia, 1349). "Cum canto devoto dulcique melodia" iban de un lugar a otro con su mensaje, el canto del Leisen era dirigido por dos o tres cantores.
Hugo Spechtshart, un sacerdote y músico de Reutlingen, es el autor de Chronicon Hugonis sacerdotis de Rutelinga de 1349, que constituye uno de los ejemplos más antiguos de colecciones de canción popular. Este clérigo quedó impresionado por la actividad penitencial de la que fue testigo, que se dedicó a transcribir en neumas lo que escuchaba del canto de los flagelantes y el contenido se corresponde estrechamente con la descripción de la música perdida de un centenar de años antes. Se trata de canciones sencillas monódicas de estrofa y estribillo organizados en estilo llamada y respuesta. Un solista canta la estrofa mientras el estribillo es interpretado al unísono por el grupo de flagelantes. Asimismo, fue el primero en anotar las variantes de estrofa a estrofa habituales en la canción popular viva, por lo que su registro de lo que realmente se cantaba en el siglo XIV tiene un valor documental único.
Durante los rituales de flagelación que se celebraban en círculos en el exterior de las iglesias, también se cantaban cantos elaborados durante los viajes de flagelación (in den geiselnfarten). Se cree que el canto principal era el "cancio" a ocho voces "Nu tret her zů der büssen welle", en el cual el canto era liderado por los mejores cantores. Durante la interpretación, los flagelantes daban vueltas y vueltas, se tiraban al suelo, se arrodillaban con las manos levantadas y se lamentaban de los males del mundo. Algunas partes de este ritual sobrevivieron en la memoria popular incluso después de que las procesiones de flagelantes de 1349 hubieran cesado y pasaron a ser objeto de mofa. Los Geisslerlieder fueron suprimidos por la Iglesia y rápidamente surgieron parodias del movimiento. Por ejemplo en Suiza en 1350 se conserva una descripción de un grupo de disciplinantes que cantaba nuevas letras, como una canción obscena sobre la bebida. No se sabe si estos flagelantes bebedores se azotaban.

## En la cultura popular
En la película Monty Python and the Holy Grail de 1975 se puede ver una parodia de un Geisslerlied en una escena donde un grupo de monjes canta Pie Jesu, mientras se golpeaban a sí mismos con tablas.